# Jacob Harris
Jacob Harris (Palm Harbor, 16 aprile 1997) è un giocatore di football americano statunitense che milita nel ruolo di wide receiver per i Philadelphia Eagles della National Football League (NFL).

## Carriera

### Los Angeles Rams
Harris al college giocò a football alla University of Central Florida. Fu scelto nel corso del quarto giro (141º assoluto) nel Draft NFL 2021 dai Los Angeles Rams. Debuttò come professionista subentrando nella gara del primo turno contro i Chicago Bears. Il 9 novembre 2021 fu inserito in lista infortunati dopo un infortunio ai legamenti, chiudendo la sua stagione.

### Jacksonville Jaguars
Il 15 maggio 2023 Harris firmò con i Jacksonville Jaguars.

### Philadelphia Eagles
Il 18 gennaio 2024 Harris firmò un contratto da riserva con i Philadelphia Eagles.

## Palmarès
- Super Bowl : 1

Los Angeles Rams: LVI
- National Football Conference Championship: 1

Los Angeles Rams: 2021